# Fali gyík

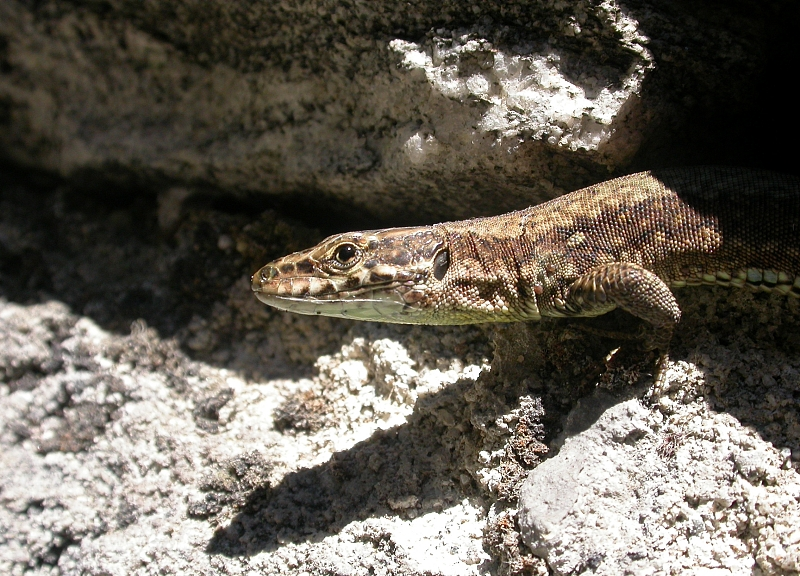
A fali gyík sosem távolodik el messzire a biztonságot jelentő sziklarepedésektől (Ticino, Svájc)

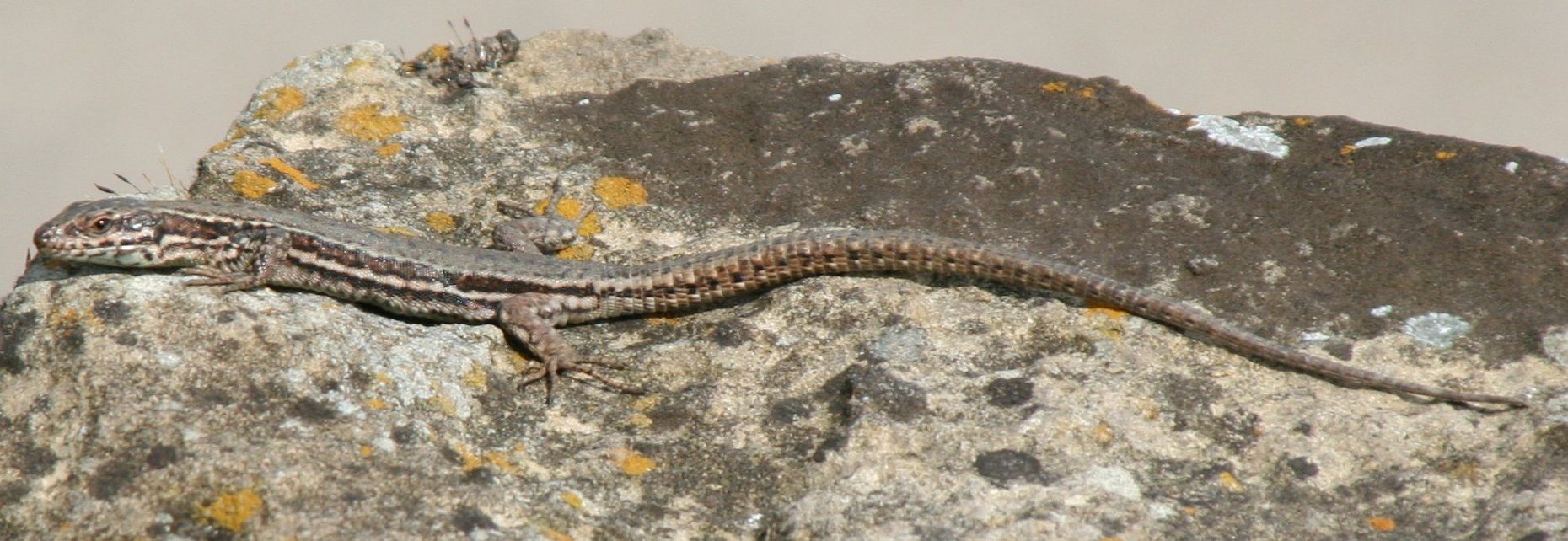
A fali gyík testfelépítése karcsú, megnyúlt (Heilbronn, Németország)

A fali gyík (Podarcis muralis) egy széles körben elterjedt európai hüllőfaj. Mint neve is mutatja, kötődik a köves élettérhez. Gyakran emberek közelében, a nagyvárosokban is megél. Természetvédelmi értéke 25000 Ft/egyed.
Nemének a típusfaja.

## Előfordulása
Alapvetően európai                                                                                                                                                                                                                                                                                                                                                                           elterjedésű, bár Kis-Ázsiában is jelen van, és az Amerikai Egyesült Államok Kentucky államának északi szegletébe, az Ohio folyó völgyébe is betelepítették, ahol stabilan fennmaradt. Európai elterjedésének északi határa körülbelül a Rajna, az Alpok, a Duna és a Kárpátok vonalát követi, délen alig hatol át a Pireneusokon. Az Appennini-félszigeten és a Balkánon viszont gyakori, különösen a hegy- és dombvidékeken, ahol elegendő sziklás búvóhelyet talál.

## Megjelenése
Feje, teste és farka egyaránt hosszú, karcsú, lábai is vékonyak. Maximális hossza 16-20 centiméter. A hát, az oldalak és a végtagok pikkelyes bőre szürkésbarna alapon sötéten és piszkosfehéren, mozaikszerűen pettyezett. A hímet és a nőstény hasuk színezete alapján különböztethetjük meg: a hím torka és hasa végig vörös és hasi páncélját kobaltkék perem díszíti, a nőstény hasa szerényebb, a toroknál vörösen pettyezett fehéres rózsaszín.

## Életmódja
A fali gyík kedveli a térség gyíkfajai közül a leginkább a napsütést és a meleg időjárást, ezért leggyakrabban forró sziklákon láthatjuk mozdulatlanul napozni. Veszély esetén a közeli repedésekbe húzódik vissza. Gyíkoktól szokatlan módon a fali gyík fajtársai közvetlen közelében, már-már kolóniákban él, bár ez csak a nagy egyedsűrűségre vonatkozik, kapcsolat nincs az egyes példányok közt. A faj elsősorban ízeltlábúakkal és kisebb férgekkel táplálkozik. A kannibalizmusra is számos példa akad a fali gyíkoknál: a kicsinyek sokszor esnek felnőtt fajtársaiknak áldozatul.
A téli álmot meglepően későn, október végén kezdi, és április eleje-közepe táján bújik elő száraz, fagymentes rejtekhelyéről. Gyors mozgású, kitűnő falmászó.

## Szaporodása
A május elejére eső párzási időszakban kisebbfajta harcok dúlnak a vetélytárs hímek között. A megtermékenyített nőstény július végén 2-8 tojást rak, melyeket a kövek közé, sziklák alá rejt. A tojások augusztus-szeptember fordulóján kelnek ki. Kezdettől fogva önállóak. A felnőtteknél általában 1-2 héttel később vonulnak téli pihenőre.

## Védettsége
Ugyan nem gyakori, de széles körben elterjedt, és jó alkalmazkodóképességű faj, ezért nem veszélyeztetett. Magyarországon, mint minden hazai kétéltű és hüllő, a fali gyík is védett. Természetvédelmi értékét 25000 forintban szabták meg.